# Concierto para piano n.º 7 (Mozart)
El Concierto para tres pianos y orquesta n.º 7 en fa mayor, K. 242, conocido como "Lodron", fue compuesto en 1776 por Wolfgang Amadeus Mozart, ese mismo año compuso otros dos conciertos para piano. Originalmente, Mozart finalizó el KV 242 para tres en febrero de 1776. No obstante, cuando él lo recompuso eventualmente para él mismo y otro pianista en 1780 en Salzburgo, lo arregló de nuevo para dos pianos, y así es como se interpreta en la actualidad. El concierto es con frecuencia conocido con el sobrenombre de "Lodron" porque fue compuesto por Mozart para ser interpretado por él mismo y las dos hijas de la Condesa Antonia Lodron, Aloysia y Giuseppa.

## Estructura
Consta de tres movimientos:
1. Allegro.
2. Adagio.
3. Rondó: Tempo di Menuetto.

Girdlestone, en su obra Mozart and his Piano Concertos, describe el concierto y compara uno de los temas del movimiento lento con temas similares que aparecen en conciertos posteriores —especialmente el n.º 25, KV 503— en formas más desarrolladas.